# Lourenzá
Lourenzá település Spanyolországban, Lugo tartományban. Lourenzá Riotorto, Mondoñedo, Foz, Barreiros Municipality és Trabada községekkel határos. Lakosainak száma 2098 fő (2024).

## Népesség
A település népessége az elmúlt években az alábbi módon változott:
| Lakosok száma | 2823 | 2700 | 2620 | 2542 | 2399 | 2338 | 2224 | 2140 | 2115 | 2098 |
|               | 2001 | 2004 | 2007 | 2009 | 2012 | 2014 | 2017 | 2019 | 2022 | 2024 |